# Cristo trasfigurato
Cristo Trasfigurato è un dipinto olio su tavola di Andrea Previtali conservato presso la Pinacoteca di Brera di Milano. L'opera è datata e firmata: Al Nobel homo mr/Andrea dipintor in/Bergamo/MDXIII su di un libretto posto in basso a destra.

## Storia
Andrea Previtali era bergamasco di nascita ma cresciuto a Venezia, essendosi trasferito in tenera età con la famiglia che commerciava in corde e aghi, per questo chiamato Cordeliaghi. Studiò alla bottega di Giovanni Bellini e fece ritorno a Bergamo nel 1512 circa chiamato dalle nuove famiglie borghesi che, arricchitesi con il commercio di panni lana, volevano integrarsi con le antiche famiglie nobili che gestivano il governo cittadino.
Bergamo ritornando sotto la Repubblica di Venezia dopo la devastazione subita dai francesi, spagnoli e milanesi Visconti fino ai primi anni del '500, aveva bisogno di rinnovare parti della città, per questo accorsero molti artisti da Venezia, alcuni originari proprio da antiche famiglie bergamasche, portando il Rinascimento veneziano.
Il dipinto fu tra le prime opere commissionategli nella città orobica da Paolo e Giovannino Casotti, facenti parte della ricca famiglia Casotti de Mazzoleni commerciante in panni lana e seta,  ed eseguito nel 1513 come riporta la tela, il Tassi riteneva vi fosse la scritta NOB.PAULUS, ET JO. FRATRES DE CASPOTTIS TRINO OBTULERUNT HAEC 1513. Molte furono le opere commissionate all'artista dalla famiglia, particolarmente da Paolo, maggior esponente tra questi il suo ritratto con la moglie di dieci anni successivo a questo lavoro.
Il dipinto doveva ornare la cappella di famiglia nella chiesa della Madonna delle Grazie. Il soggetto non fu certo casuale, era l'anno in cui la città era assediata dai francesi e l'imperatore aveva appoggiato re Luigi XII che nel 1511 aveva convocato l'assemblea dei prelati, minacciando uno scisma.  La tela doveva quindi rappresentare un ritorno ai valori unitari della fede. Il dipinto si trova alla pinacoteca di Brera dal 1811.

## Descrizione
La tavola è ricca di simbolismo iconografico, l'artista fu accompagnato da un teologo francescano durante la realizzazione dell'opera che doveva raffigurare la Trinità come mistero teologico, attraverso la raffigurazione della trasfigurazione. 
Il dipinto presenta l'immagine di Gesù come fu raccontato nei vangeli di Marco, Matteo e Luca. Gesù sul monte Tabor appare ad alcuni discepoli trasfigurato, in un abito bianco e circondato di luce assieme ai profeti Mosè ed Elia. Il soggetto è peculiare dell'arte cristiana, ma il Previtali ne cambia la composizione. Gesù, infatti, è solo, i profeti, pochi visibili, sono posti in lontananza, ma non è considerato solo essendo parte del mistero: uno in tre persone uguali e distinte ed è illuminato dalla luce che scende da una nuvola, che è la voce di Dio Padre, mentre una bianca colomba, rappresentante lo Spirito Santo, domina la parte superiore del quadro. In questo modo il Previtali ci propone una nuova raffigurazione della Trinità, molto diversa da quella che realizzerà più tardi per la chiesa di Almenno San Salvatore. 

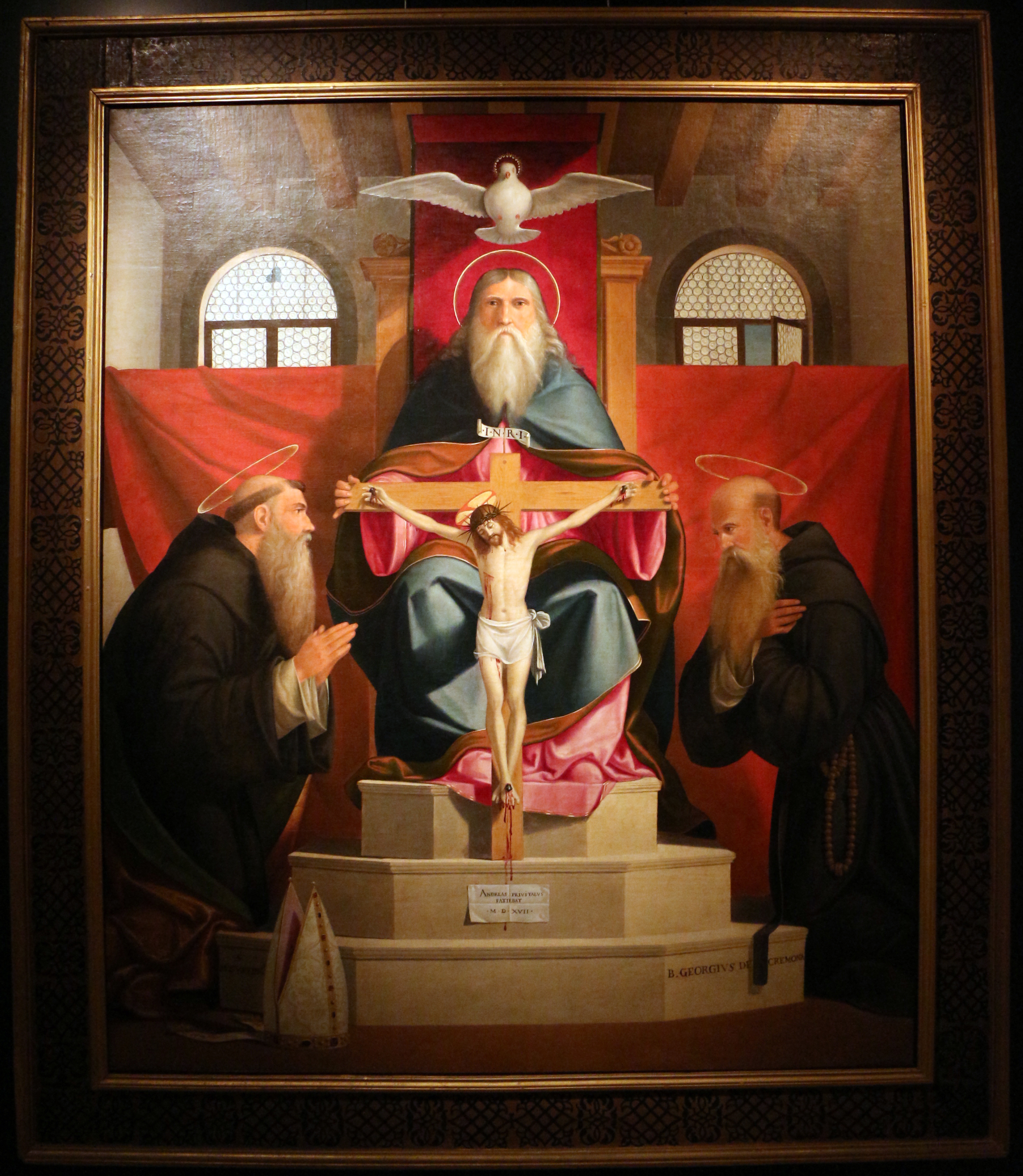
Andrea Previtali, Madonna con s. Agostino e il beato Giorgio da Cremona

La scena si svolge in un bellissimo paesaggio naturale, un grande albero frondoso fa da cornice a Gesù, e intorno ad una natura lussureggiante, dove scorre un fiume. Qui il riferimento è al Battesimo di Gesù attraverso le acque del Giordano. L'albero frondoso che sovrasta il Figlio vuole però porre un'ombra sull'uomo, quella della passione, il solo mezzo con cui il Figlio diventa Padre e Spirito, quindi una tela che anticipa il racconto con l'annuncio della morte e della resurezione. Un dipinto carico di significati che rappresenta anche quanta libertà fosse data agli artisti che potevano comporre opere fuori dai tradizionali schemi. Due cartigli uno a destra e uno superiore alla tavola completano il dipinto, le cui piccole dimensioni sono probabilmente dovute allo spazio in cui andata inserita, infatti la chiesa presentava gli affreschi della Vita di san Francesco lavori di Jacopino Scipioni che non dovevano essere coperti. La pittura è una delle opere migliori del periodo a Bergamo, pose l'artista tra gli esponenti più rilevanti della cittadina orobica, dovrà successivamente ampliare la sua bottega trasferendosi in una locazione più spaziosa.